# Aglossosia metaleuca
Aglossosia metaleuca là một loài bướm đêm thuộc phân họ Arctiinae, họ Erebidae.